# Neuenkirch
Neuenkirch é uma comuna da Suíça, no Cantão Lucerna, com cerca de 5 717 habitantes. Estende-se por uma área de 26,26 km², de densidade populacional de 218 hab/km². Confina com as seguintes comunas: Emmen, Hildisrieden, Littau, Malters, Nottwil, Rain, Rothenburg, Ruswil, Sempach.
A língua oficial nesta comuna é o alemão.